# Eduardo Suplicy
Eduardo Matarazzo Suplicy (né le 21 juin 1941) est un homme politique brésilien, économiste et professeur. Il est l'un des fondateurs et leader du Parti des travailleurs brésilien et l'un des défenseurs du revenu de base les plus connus au monde.

## Biographie
Fils d'un producteur de café, Paulo Cochrane Suplicy et de Filomena Matarazzo, Eduardo Suplicy est l'héritier de l'entreprise Suplicy Cafés, sa mère et la petite-fille ayant fondé le plus grand complexe industriel d'Amérique latine au début du XXe siècle.
Suplicy a un diplôme de management de l'École d'administration de Sao Paolo où il est actuellement professeur, ainsi qu'un diplôme d'économie de l'université d'État de Michigan. En 1973, Suplicy valide une thèse de doctorat sur le sujet : Les Effets de la mini-dévaluation de l'économie brésilienne, publié en 1975. il obtient également un diplôme postdoctoral à l'université Stanford.
En 1964, Suplicy épouse Marta Suplicy, qui ont trois fils. Jusqu'à leur divorce en 2001, ils furent l'un des couples les plus célèbres du Brésil. Depuis, Eduardo a une relation avec la journaliste Monica Dallari.
Le 2 février 2016, il est fait docteur honoris causa de l'université catholique de Louvain.

## Carrière politique
Fondateur du parti des travailleurs (PT) brésilien, Suplicy devient en 1991 le premier sénateur de cette formation politique. Lors des élections fédérales de 1998, Eduardo Suplicy, il est réélu grâce aux voix de plus de 6,7 millions d'électeurs brésiliens, soit le second plus gros score de l'Histoire de Sao Paulo.
Le 25 juillet 2016, Suplicy a été détenu pendant trois heures dans le 75e district de police par la police militaire de São Paulo pour désobéissance civile pour avoir menti dans la rue lors d'une manifestation contre une reprise de possession dans la zone ouest de São Paulo.

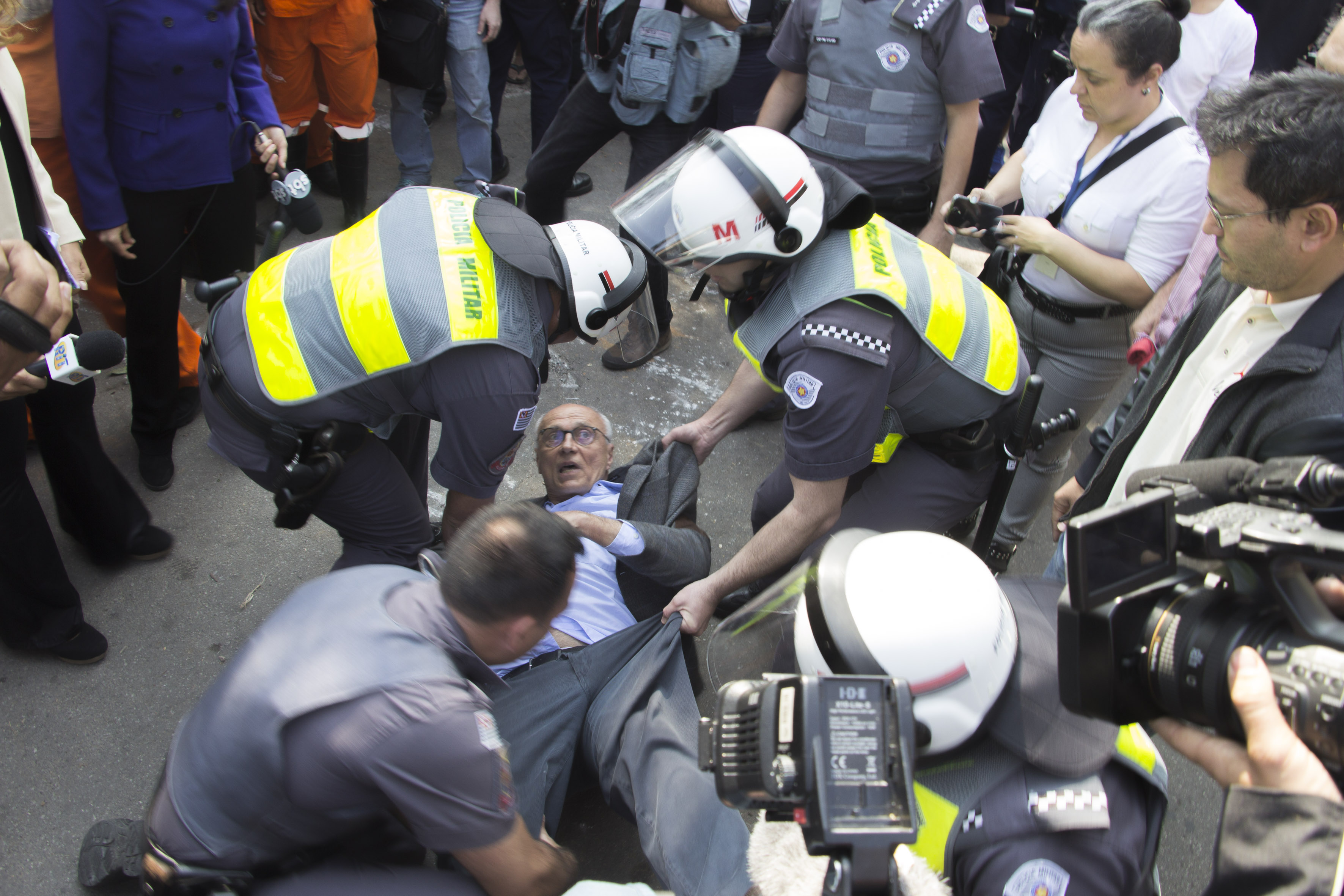
Suplicy est détenu lors de la reprise de possession à Cidade Educandário, près de Raposo Tavares, le 25 juillet 2016, après une manifestation d'habitants contre l'action de la police militaire.

## Programme politique
Suplicy est l'un des défenseurs du revenu de base les plus connus au monde. Il est auteur de plusieurs ouvrages à ce sujet tels que From the Distribution of Income to the Rights of Citizenship (1988) et The Program of Guaranteed Minimum Income (édité par le Sénat en 1992). Suplicy est l'initiateur d'une loi instituant un programme pour un revenu de base approuvée par le sénat en décembre 1991. Il aura néanmoins fallu attendre sept années pour que celle-ci soit votée par la commission des finances et des taxes de la chambre des représentants du Brésil. 
Suplicy a également présenté une loi en faveur de la transparence des principaux créanciers de l'État fédéral brésilien.